# Liste der Naturdenkmale in Emeringen
| Naturdenkmale | Anzahl |
| ------------- | ------ |
| FND           | 2      |
| END           | 5      |
| Gesamt        | 7      |

Die Liste der Naturdenkmale in Emeringen nennt die verordneten Naturdenkmale (ND) der im baden-württembergischen Alb-Donau-Kreis liegenden Gemeinde Emeringen. In Emeringen gibt es insgesamt sieben als Naturdenkmal geschützte Objekte, davon zwei flächenhafte Naturdenkmale (FND) und fünf Einzelgebilde-Naturdenkmale (END).
Stand: 31. Oktober 2016.

## Flächenhafte Naturdenkmale (FND)
| Name                                   | Bild | Kennung     | Einzelheiten            | Position | Fläche Hektar | Datum         |
| -------------------------------------- | ---- | ----------- | ----------------------- | -------- | ------------- | ------------- |
| Donaualtarm „Tennenwiese“ mit Felswand | BW   | 84250900014 | Emeringen, Obermarchtal | ⊙        | 5,4           | 18. Nov. 1999 |
| Wacholderheide                         | BW   | 84250350001 | Emeringen               | ⊙        | 0,7           | 9. Dez. 1998  |
| Legende für Naturdenkmal               |      |             |                         |          |               |               |

## Einzelgebilde (END)
| Name                     | Bild | Kennung     | Einzelheiten | Position | Fläche Hektar | Datum        |
| ------------------------ | ---- | ----------- | ------------ | -------- | ------------- | ------------ |
| 1 Sommerlinde            | BW   | 84250350003 | Emeringen    | ⊙        | 0,0           | 9. Dez. 1998 |
| 1 Sommerlinde            | BW   | 84250350004 | Emeringen    | ⊙        | 0,0           | 9. Dez. 1998 |
| 1 Sommerlinde            | BW   | 84250350005 | Emeringen    | ⊙        | 0,0           | 9. Dez. 1998 |
| 1 Stieleiche             | BW   | 84250350006 | Emeringen    | ⊙        | 0,0           | 9. Dez. 1998 |
| 2 Rotbuchen              | BW   | 84250350002 | Emeringen    | ⊙        | 0,0           | 9. Dez. 1998 |
| Legende für Naturdenkmal |      |             |              |          |               |              |